# Encarsia tricolor
Encarsia tricolor is een vliesvleugelig insect uit de familie Aphelinidae. De wetenschappelijke naam is voor het eerst geldig gepubliceerd in 1878 door Förster.